# James Michael Harvey
James Michael Harvey (nascut el 20 d'octubre de 1949) és un cardenal estatunidenc, actual Arxipreste de la Basílica Papal de Sant Pau Extramurs.

## Biografia
Va néixer a Milwaukee, Wisconsin, als Estats Units, el 20 d'octubre de 1949.
Ingressà al Seminari de Saint Francis de Wisconsin; sent ordenat prevere de l'arquebisbat de Milwaukee el 29 de juny de 1975 pel Papa Pau VI a la basílica de Sant Pere de Roma, conjuntament amb altres 359 nous sacerdots, per tal de remarcar el valor particular d'aquell any sant.
Després de doctorar-se en dret canònic al Pontifici Col·legi Nord-americà de Roma, el 25 de març de 1980 ingressà al servei diplomàtic de la Santa Seu, realitzant els estudis a la Pontifícia Acadèmia Eclesiàstica de Roma. Conjuntament al seu anglès nadiu, parla italià, alemany, francès i castellà.
Inicialment va ser destinat com a attaché a la nunciatura apostòlica a la República Dominicana, des de 1980 a 1981, i com a secretari entre 1981 i 1982. El 10 de juliol de 1982 va ser reclamat a la Secretaria d'Estat, on va ser nomenat assessor del Secretariat el 22 de juliol de 1997.
El papa Joan Pau II el nomenà prefecte de la Casa Pontifícia el 7 de febrer de 1998, qui el consagrà bisbe de la seu titular de Menfis. La consagració va tenir lloc a la basílica Vaticana el 19 de març de 1998, amb els cardenals Angelo Sodano i Franciszek Macharski actuant com a co-consagradors. El 29 de setembre de 2003 l'elevà a la dignitat arquebisbal.
El 1999 Harvey va rebre la Gran Creu de Cavaller de l'orde del Mèrit de la República Italiana.
El 24 d'octubre de 2012 el Papa Benet XVI anuncià la seva voluntat de crear-lo cardenal al consistori previst pel 24 de novembre del mateix any, a més de nomenar-lo arxipreste de la basílica de Sant Pau Extramurs, el 23 de novembre. Al consistori Benet XVI li assignà la diaconia de Sant Pius V a la Villa Carpegna.
El 22 de desembre de 2012 va ser nomenat membre de la Congregació per a les Causes dels Sants per a un termini renovable de 5 anys; i el 31 de gener de 2013 va ser fet membre de l'Administració Patrimoni de la Seu Apostòlica i de la Congregació per a l'Evangelització dels Pobles. A més va ser fet primicer de l'Arxiconfraternitat Vaticana de Santa Anna dels Parafreniers.
Va ser un dels cardenals electors que participaren en el conclave de 2013, on s'elegí el Papa Francesc.

## Honors
Gran Creu de Cavaller de l'orde al Mèrit de la República Italiana – 19 de gener de 1999
 Gran Creu de l'orde d'Isabel la Catòlica 1999ç
 Comanador de l'orde del Mèrit de la República Federal d'Alemanya - 2008